# 몽루아얄역
몽루아얄역 (Station Mont-Royal)은 르 플라토 몽루아얄 지역구에 위치한 몬트리올 지하철 오렌지 선 정차역이다. 이 역은 1966년 10월 14일에 몬트리올 지하철이 처음 문을 열면서 같이 개장하였다.

## 역 구조
빅토르 프루스가 처음에 설계했던 이 역은 일반적인 상대식 승강장의 지하철역으로, 개찰구를 제외한 나머지 부분은 굴착 공사로 지어졌다. 깔끔한 갈색 벽돌 무늬의 이 역은 벽을 따라 벤치 틀을 만들어냈다. 승강장 벽에는 돌출된 정육면체 및 직사각형 모양으로 꾸며진 알루미늄 틀이 있는데, 짙은 회색의 이음매는 벽에 현대적인 느낌을 살리고 갈색 벽돌 벽의 칙칙함을 덜어준다.
선상 다리는 두껍고 단단한 벽과 높고 둥근 천장으로 둘러싸여 있으며 움푹 들어간 조명과 극적인 느낌을 주는 전등으로 이루어진 계단으로 이어져 우주로 솟는 듯한 느낌을 준다.
2018년부터 22년에 새로 지어진 역 건물은 유리건물로 건물 천장에는 녹색 지붕이 조성되어있다. 출입문은 북쪽으로 두 개, 남쪽으로 하나가 있으며 개찰구가 남쪽과 북쪽에 둘 다 위치해있다. 매표소는 북쪽 출입구에서 진입이 가능하다. 지상층에서는 엘리베이터와 계단을 통해 메자닌과 코트베르튀 방면 승강장까지 이어지고, 다른 엘리베이터와 계단이 메자닌과 몽모랑시 방면 승강장을 잇는다.

## 역명 유래
몽루아얄역은 도로 이름인 아브뉘 뒤 몽루아얄 (avenue du Mont-Royal)에서 비롯하였으며, 도로가 몽루아얄 정상으로 이어지기 때문에 그렇게 지어졌다. 몬트리올섬에는 몽루아얄이라는 지자체에 동명의 통근 열차역이 있으나 이 지하철역과는 관계가 없다.

## 역 개선 공사
2018년 9월 말부터 몽루아얄역에는 기존 역사를 허물고 더욱 넓은 역 건물을 짓는 공사가 이루어지고 있다. 이 공사로 지상에서 승강장까지 이어지는 엘리베이터 두 대와 새로운 계단, 두 엘리베이터 사이를 연결하는 통로와 환기구가 새로 설치된다. 한편 매표 창구와 개찰구는 지상으로 이전하고 역 지붕에는 녹색 지붕이 설치된다. 2022년 7월 현재 엘리베이터를 포함한 역 건물 대부분이 완공된 상태이고 막바지 작업에 들어간 상태이다.

## 버스 연결편
이 역에서 갈아탈 수 있는 버스 노선은 아래와 같다.
|  |  |  |  |  |

|  |  |  |  |  |

|  |  |  |  |  |

|  |  |  |  |  |

|  |  |  |

|  |  |  |

|  |

|  |

|  |

|  |

|  |

|  |

|  |

|  |

|  |

|  |

|  |  |  |

|  |

|  |  |  |

|  |  |  |

|  |  |  |

|  |  |  |

|  |  |  |  |  |

|  |  |  |  |  |

|  |  |  |  |  |

|  |  |  |  |  |

|  |  |  |

|  |  |  |

|  |

|  |

|  |

|  |

|  |

|  |

|  |

|  |

|  |

|  |

|  |  |  |

|  |

|  |  |  |

|  |  |  |

|  |  |  |

|  |  |  |

|  |  |  |  |  |

|  |  |  |  |  |

|  |  |  |  |  |

|  |  |  |  |  |

|  |  |  |

|  |  |  |

|  |

|  |

|  |

|  |

|  |

|  |

|  |

|  |

|  |

|  |

|  |  |  |

|  |

|  |  |  |

|  |  |  |

|  |  |  |

|  |  |  |

|  |  |  |  |  |

|  |  |  |  |  |

|  |  |  |  |  |

|  |  |  |  |  |

|  |  |  |

|  |  |  |

|  |

|  |

|  |

|  |

|  |

|  |

|  |

|  |

|  |

|  |

|  |  |  |

|  |

|  |  |  |

|  |  |  |

|  |  |  |

|  |  |  |

## 인접한 역
| 오렌지 선                  | 오렌지 선 | 오렌지 선            |
| -------------------------- | --------- | -------------------- |
| 셰르브루크 코트베르튀 방면 | 오렌지 선 | 로리에 몽모랑시 방면 |